# Sopraninový saxofon
Sopraninový saxofon je dřevěný hudební nástroj, aerofon. Jde o jeden z nejmenších nástrojů ze saxofonové rodiny (svého času nejmenší, po zavedení sopranissimového saxofonu druhý). Zní o oktávu výše než altsaxofon. Vzhledem ke své malé velikosti nemají sopraninové saxofony obvykle ohyb (pro ostatní saxofony typický), ale jsou výjimky, například společnost Orsi vyrábí sopraninové saxofony s ohybem. Sopraninový saxofon je použit například v Ravelově skladbě Bolero. Mezi hráče na sopraninový saxofon patří například Anthony Braxton, Paul McCandless a La Monte Young.